# Pożary w Polsce

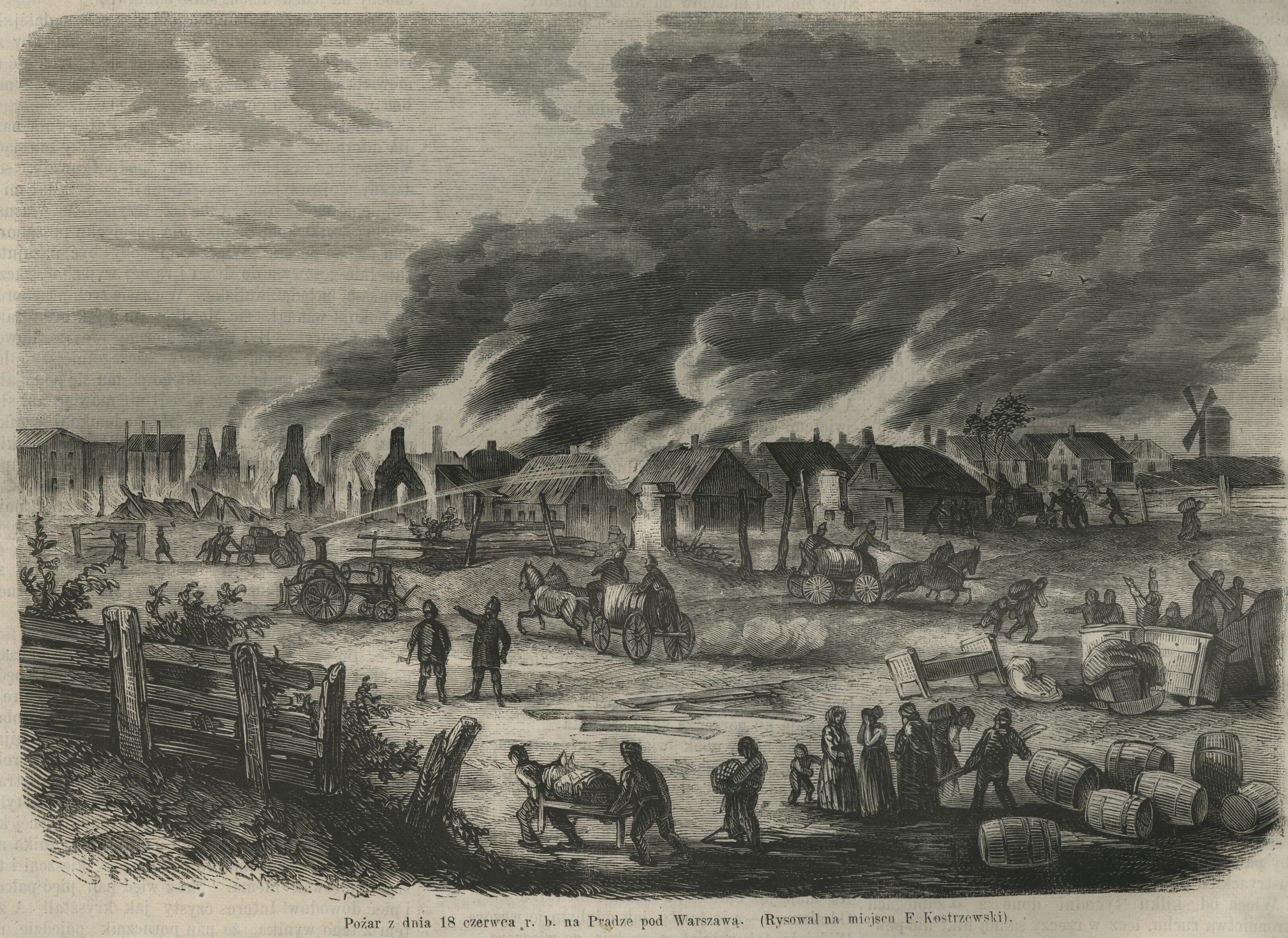
Pożar Pragi pod Warszawą w 1868 roku

Pożary w Polsce – pożary należały do najstraszniejszych plag polskich miejscowości. Gęsta, najczęściej łatwopalna zabudowa, w przypadku pożarów często prowadziła do doszczętnego zniszczenia dotkniętych nimi wsi i miast. Średniowieczne osiedla miejskie budowano z drewna, co gorsza zazwyczaj bez żadnego planu. Nagminnym zjawiskiem były drewniane dobudówki – na przykład w Warszawie stojący na Rynku Starego Miasta ratusz był jeszcze do początku XIX w. obudowany kramami i warsztatami rzemieślników. Plagę pożarów najlepiej ilustruje sytuacja w dwóch najważniejszych miastach Polski: Krakowie i Warszawie. W Krakowie wielkie pożary miały miejsce w latach: 1125, 1205, 1241, 1259, 1285, 1306, 1405, 1407, 1445, 1504, 1528, 1536 i 1587, a w Warszawie w latach: 1384, 1480, 1515, 1607, 1697. Groźne pożary zniszczyły też wiele mniejszych miast polskich.
Duża liczba wybuchających pożarów oraz powodowane nimi szkody, spowodowały zainteresowanie się tą problematyką zarówno samorządów miast, jak i ich właścicieli. Jako pierwsze przepisy przeciwpożarowe wprowadziły największe polskie miasta – np. w 1374 r. Kraków. Mniejsze miasta również wydawały w tym zakresie swoje rozporządzenia. Przykładem jest zachowany wilkierz Starego Helu z ok. 1430, który obok innych zagadnień porządkowych wprowadzał ostre przepisy przeciwpożarowe. Rada Miejska Warszawy uchwałami z lat 1546, 1548 i 1550 wprowadziła porządki ogniowe, zobowiązujące mieszkańców do czynnego udziału w gaszeniu pożarów. Praktycznie do końca wieku XVIII obrona przed ogniem leżała wyłącznie w gestii mieszkańców miasta, wśród których szczególną rolę odgrywały organizacje cechowe.
Problematyka pożarowa znajdowała swoje odzwierciedlenie również w aktach kancelarii królewskich. Stałą praktyką kolejnych zasiadających na polskim tronie było zwalnianie miast poszkodowanych przez ogień od podatków. Dodatkowo monarchowie nakazywali dyslokację poza mury miejskie określonych obiektów (browarów, gorzelni, pieców garncarskich), co miało na celu zmniejszenie zagrożenia pożarowego.
Rozbiory Polski przyniosły wzmożenie twórczości legislacyjnej, tyczącej ochrony przeciwpożarowej. Właśnie wówczas zaczęły działać zarówno pierwsze ubezpieczenia przed ogniem (Krajowe Towarzystwo Ubezpieczeń od Ognia w Krakowie w 1860), jak i ochotnicze straże pożarne; w 1864 została założona ochotnicza Straż Ogniowa w Kaliszu i straż w Bydgoszczy, w 1865 straż w Krakowie.
Pożary niosły często znamienne skutki dla dotkniętych nimi miast. W wyniku pożarów miasta były przenoszone na inne miejsca (przykładem Połaniec), rozplanowywane na nowo bądź też zabudowane w odmiennej niż do tej porze manierze architektonicznej. Przykładami takich przeobrażeń mogą być pożar Lwowa z czerwca 1527, który spowodował powstanie zachowanej do dziś renesansowej zabudowy historycznego centrum, bądź też pożar Gdańska z 1945, w wyniku którego zniekształceniu została historyczna siatka ulic, szczególnie w rejonie Starego Miasta, gdzie przesunięciu uległa m.in. ul. Rajska, a inne uliczki zniknęły.

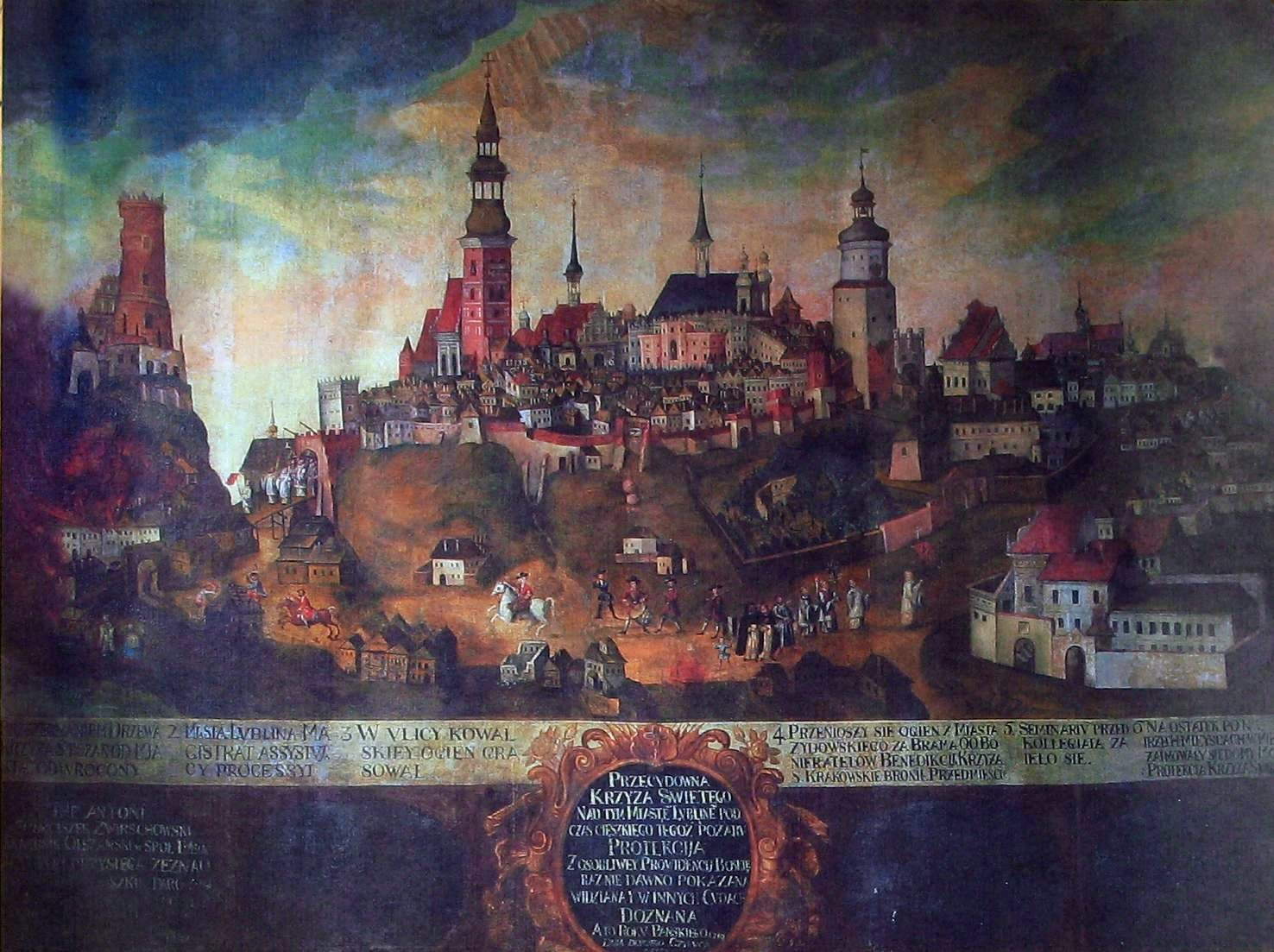
Obraz Pożar Lublina

Skala zniszczeń cennych historycznie budowli, jaka nastąpiła w wyniku pożaru Krakowa w 1850 roku stała się z kolei impulsem do większego zainteresowania się ochroną zabytków, zaś w trakcie ich odbudowy nastąpił rozwój wiedzy w zakresie zagadnień konserwatorskich i historii sztuki.
Pożar Wawelu w 1595, wywołany alchemicznymi eksperymentami Zygmunta III Wazy, stał się jedną z przyczyn przeniesienia rezydencji królewskiej z Krakowa do Warszawy za panowania tego monarchy.
Wybuchające pożary przyczyniały się niekiedy paradoksalnie do rozwoju kultury, stając się inspiracją dla twórców dzieł sztuki. Pożar Lublina w 1719 zaowocował powstaniem panoramicznego obrazu miasta, znajdującego się do dziś w lubelskim kościele Dominikanów. Zniszczenie Gdańska w 1945, spowodowane nie tyle niemiecko-radzieckimi walkami o miasto, ile późniejszymi podpaleniami, zostało przedstawione w powieści Blaszany bębenek (1959) Güntera Grassa.
Poza pożarami obszarów zabudowanych znaczne straty przynosiły również pożary lasów, które często przybierały gwałtowny przebieg. Dla przykładu pożar, który wybuchł w okolicach Woziwody w 1863, w ciągu kilku godzin pochłonął przeszło 1200 ha lasu, a największy w historii pożar Borów Tucholskich z lata 1863 strawił 2333 ha lasu. Nie mniej gwałtowne bywają pożary lasów współcześnie (zobacz kalendarium).

## Kalendarium
Poniżej przedstawiono chronologiczne zestawienie wybranych pożarów, zlokalizowanych na terenie ziem należących ówcześnie lub współcześnie do Polski, które ze względu na wielkość, rodzaj albo straty materialne i ludzkie doprowadziły do wielkich szkód lub ofiar w ludziach. Dla współczesności zamieszczono duże lub bardzo duże (w myśl klasyfikacji pożarniczych) pożary noszące znamiona katastrofy (min. 5 ofiar śmiertelnych) lub powodujące ogromne straty materialne lub straty w zakresie dziedzictwa kulturalnego i historycznego.

### Średniowiecze
- 1203 – wielki pożar Jawora, w którym spłonęła cała (wówczas drewniana) zabudowa osady
- 1241 – pożar Krakowa, który zniszczył niemal całe miasto[12]
- 1251 – pożar Chełma, który zniszczył doszczętnie miasto (zob. historia Chełma)
- ok. 1280 – pożar Wodzisławia Śląskiego, który doszczętnie spłonął (zob. historia Wodzisławia Śląskiego)
- 1285 – tragiczny w skutkach pożar Krakowa wzniecony przez Konrada I mazowieckiego w trakcie walk z Leszkiem Czarnym[12]
- 1291 – pożar Głogowa, który strawił większą część miasta z kościołem św. Mikołaja i zamkiem książęcym[13]
- 1342 – pożar części Wrocławia (zob. Kalendarium historii Wrocławia (985–1918))
- 1344 – pożar części Wrocławia
- 25 marca 1350 – pożar opactwa cystersów w Oliwie, który doszczętnie strawił kościół i klasztor[14]
- 1400 – pożar Skwierzyny, który strawił ją niemal doszczętnie (zob. historia Skwierzyny)
- 1424 – pożar Grodziska Wielkopolskiego
- 1427 – wielki pożar Rzeszowa[15] (zob. historia Rzeszowa)
- 1431 – pożar Opawy
- 1447 – pożar Sieradza (zob. kalendarium historii Sieradza)
- 1461 – pożar Sochaczewa, w którym spłonęła większość miasta (zob. historia Sochaczewa)
- 1465 – wielki pożar Kłodawy
- 1466 – pożar Namysłowa, który zniszczył połowę zabudowań[16]
- 1473 – wielki pożar Chełma
- 12 lipca 1473 – pożar Szprotawy, który spowodował exodus miejscowych sukienników do Zielonej Góry; z pożogi ocalał jedynie zamek[17]
- 1474 – wielki pożar Nowego Korczyna[18]
- 1484 – wielki pożar Starogardu Gdańskiego, który zniszczył połowę miasta (zob. kalendarium historii Starogardu Gdańskiego)
- 13 lipca 1496 – pożar Lubska (zob. historia miasta Lubsko)
- 1497 – pożar Lidzbarka Warmińskiego (zob. historia Lidzbarka Warmińskiego)[19]
- 1498 – pożar Sławkowa, który doszczętnie strawił zbudowane z drewna miasto (zob. historia Sławkowa)
- 1503 – wielki pożar Gniezna (zob. historia Gniezna)
- 1504 – wielki pożar Koszalina, spłonęła połowa miasta[20] (zob. kalendarium historii Koszalina)
- 1509 – pożar Sieradza
- 1512 – wielki pożar Gniezna
- 21 lipca 1520 – pożar Mrągowa, w którym miasto zostało doszczętnie spalone (zob. historia Mrągowa)
- 1521 – wielki pożar Mławy[21]
- 1522 – olbrzymi pożar Nowego Żmigrodu[22]
- 25 listopada 1522 – pożar w uliczce Krzyżowej w Świebodzinie, miasto ulega całkowitemu spaleniu[23]
- 1526 – pożar Połańca, który pochłonął 1/3 zabudowy[6]
- czerwiec 1527 – wielki pożar Lwowa, który strawił prawie wszystkie zabudowania w obrębie murów obronnych (zob. historia Lwowa)[24]
- 1530 – wielki pożar Sierpca[25]
- 1532 – pierwszy wielki pożar Kalisza Pomorskiego
- 1537 – pożar Szczecinka, który strawił dużą część miasta (zob. kalendarium historii Szczecinka)
- 1538 – wielki pożar Gniezna
- 1540 – pożar Grodziska Mazowieckiego
- 1540 – pożar Szczecinka, który strawił dużą część miasta[26]
- 1542 – wielki pożar Nysy, w wyniku którego zniszczeniu uległo niemal całe Nowe Miasto (zob. kalendarium historii Nysy)
- 1547 – pożar Szczecinka, który strawił dużą część miasta
- 1548 – wielki pożar Gniezna
- 1554 – pożar Dębicy[27]
- 1561 – pożar Bochni
- październik 1568 – pożar Mrągowa
- 1563 – wielki pożar Buska-Zdroju

### Okres Rzeczypospolitej Obojga Narodów
- 1572 – pożar Strumienia, który prawie doszczętnie zniszczył miasto
- 7 maja 1575 – wielki pożar Lublina, który strawił ratusz i większość zabudowań i przyczynił się do przebudowy miasta w stylu renesansowym[28]
- 1577 – trzeci wielki pożar Kalisza Pomorskiego
- 1577 – wielki pożar Tczewa, który prawie doszczętnie zniszczył miasto
- 1581 – pożar Sieradza
- 1582 – wielki pożar Głogówka[29]
- 11 października 1587 – pożar Mysłowic, w którym miasto zostało całkowicie spalone (zob. historia Mysłowic)
- 31 marca 1590 – wielki pożar Skwierzyny
- lipiec 1590 – pożar Sochaczewa
- 1601 – pożar Gliwic, który zniszczył całe miasto (zob. historia Gliwic)[30]
- 1607 – pożar Nowego Korczyna, który zniszczył niemal całe miasto[18]
- 1610 – wielki pożar Wilna, w którym spłonęło 4700 domów, 10 kościołów i Zamek Dolny (zob. historia Wilna)
- 1613 – wielki pożar Gniezna[31]
- 1613 – wielki pożar Przasnysza
- 1613 – pożar Złotoryi, który zniszczył wszystkie 571 domów[32]
- 1615 – pożar dużej części Opola[33]
- 1615 – pożar Grodziska Wielkopolskiego, który zniszczył znaczną część miasta
- 1618 – pożar Sochaczewa
- 23 września 1620 – pożar Drawska Pomorskiego – w 2 godziny spłonęło 300 domów mieszkalnych, kościół, ratusz wraz z całym archiwum miejskim, a także szkoła i młyny z zapasami mąki i zboża. Poważnie uszkodzone zostały dwie bramy miejskie oraz jeden z mostów[34]
- 3 lutego 1620 – pożar Olsztyna, w którym spłonęła większa część miasta (zob. kalendarium historii Olsztyna)
- 1620 – wielki pożar Makowa Mazowieckiego
- 1620 – pożar Włocławka
- 1627 – pożar Prudnika, który zniszczył większość zabudowań[35]
- 1628 – pożar Radomia, który zniszczył ponad połowę domów (zob. historia Radomia)
- 1630 – drugi wielki pożar Sierpca[25]
- 1630 – pożar Ząbkowic Śląskich[36]
- 1635 – pożar Solca Kujawskiego, który zamienił w popiół całe miasto
- 1638 – wielki pożar Chełma
- 1642 – pożar Nysy
- 1644 – pożar Ustki (zob. historia Ustki)
- 4 kwietnia 1655 – pożar Górowa Iławeckiego, który strawił cała zabudowę miejską, spłonęło wszystko co znajdowało się wewnątrz murów miejskich (zob. małe Kalendarium Górowa Iławeckiego)
- sierpień 1655 – pożar Wilna[37]
- 2 maja 1657 – pożar Gorlic w wyniku najazdu wojsk księcia Siedmiogrodu Jerzego II Rakoczego
- 1658 – największy pożar Gryfic, który strawił całą południowo-zachodnią część miasta (zob. historia Gryfic)
- 1662 – pożar Drezdenka, który strawił je doszczętnie
- 1668 – pożar Gryfic, który zniszczył ponownie większość miasta
- 19 czerwca 1672 – pożar Szprotawy, który strawił zarówno zabudowę miasta (ratusz, kościoły, szkoły, klasztor), jak i przedmieść, a nawet zadaszony most na Bobrze. W celu szybkiej odbudowy miasta cesarz Leopold wydał nowe przepisy przeciwpożarowe[38]
- 1674 – wielki pożar Złotowa, który strawił niemal całą zabudowę z wyjątkiem 5 domów[39]
- 1677 – wielki pożar Żagania[40]
- 21 września 1678 – wielki pożar Skwierzyny
- 1681 – wielki pożar Rzeszowa
- 1683 – czwarty pożar Kalisza Pomorskiego
- 1688 – kolejny wielki pożar Strumienia
- 12 maja 1689 – pożar Wołowa, który zniszczył większość zabudowań
- 2 maja 1692 – pożar Żelechowa, w którym spłonęło prawie całe miasto (zob. historia Żelechowa)
- 23 listopada 1692 – wielki pożar Mławy, który strawił prawie całe miasto[21]
- 1694 – pożar Pisza
- 24 czerwca 1698 – pożar Mrągowa, w którym miasto prawie całkowicie spłonęło
- 23 czerwca 1702 – pożar Szprotawy – w ciągu 2 godzin spłonęło całe miasto z kościołem, ratuszem i bramami, a nawet drewnianymi wodociągami; odbudowa miasta z wprowadzonym obowiązkiem wznoszenia kominów z cegły zakończyła się w 1732 roku, przy okazji wytyczono ul. Poprzeczną jako drogę przeciwpożarową[41]
- 26 czerwca 1706 – pożar Iławy, najgroźniejszy pożar w dziejach miasta[42]
- 1711 – wielki pożar Gliwic[30]
- 1712 – największy w historii pożar Skwierzyny[43]
- 1709 – pożar Bochni
- 1709 – pożar Tarnobrzega (zob. historia Tarnobrzega)
- 1713 – wielki pożar Skoczowa
- 1716 – pożar Dębna, który zniszczył całe miasto (zob. historia Dębna)
- marzec 1717 – wielki pożar Poznania, który objął niemal całe miasto
- październik 1718 – największy pożar Koszalina[44], w którym spłonęło prawie całe miasto wraz z zamkiem Książąt Pomorskich i po którym rozważano likwidację miasta
- czerwiec 1719 – pożar Lublina
- 1719 – pożar Łasina, który strawił niemal całe miasto (zob. historia Łasina)[45]
- 1728 – wielki pożar Rzeszowa[46]
- 1730 – pożar Żagania, który strawił prawie całe miasto, pozostało 28 domów[40]
- 1736 – pożar Hrubieszowa, który zniszczył większą część miasta
- 1739 – pożar Kędzierzyna-Koźla, który zniszczył większość zabudowy
- 1742 – pożar Chojnic, w którym spaliła się prawie cała zabudowa miejska
- 1751 – pożar Bochni
- 1 maja 1751 – pożar Nowogródka[47]
- 1753 – pożar Kutna, w którym miasto zostało doszczętnie spalone
- 1753 – pożar Białegostoku (zob. historia Białegostoku)
- 7 maja 1756 – wielki pożar Skoczowa
- 1758 – pożar Siemiatycz, który zniszczył większość zabudowań
- 1762 – pożar Śremu, który strawił ponad 100 budynków (zob. historia Śremu)[48]
- 1765 – pożar Głogówka, spłonęły wszystkie domy mieszkalne[49]
- 1767 – wielki pożar Leszna
- 17 maja 1771 – pożar Kalisza Pomorskiego, który strawił całe miasto[20]
- 1777 – wielki pożar Kalisza Pomorskiego
- 1781 – pożar Wołowa[50]
- 17 maja 1781 – pożar Tucholi
- 9 kwietnia 1782 – pożar Sławkowa, którego ofiarą padło niemal całe miasto
- 1782 – pożar Kozienic, zniszczeniu uległo ponad 200 zabudowań[51]
- 1783 – pożar Jezioran, który zniszczył miasto niemal doszczętnie
- 1787 – pożar Makowa Mazowieckiego, który zniszczył połowę miasta
- 1788 – pożar Krajenki, w którym wypaleniu uległo całe miasto
- 1789 – pożar Cieszyna, który doszczętnie strawił niemal całe miasto[52]
- 1790 – wielki pożar Leszna
- 22 sierpnia 1792 – wielki pożar Starogardu Gdańskiego, który niemal doszczętnie zniszczył miasto[11]
- 21 maja 1794 – trzeci wielki pożar Sierpca[25]

### W czasach zaborów
- czerwiec 1797 – największy pożar w historii miasta Kęty, w wyniku którego zniszczona została prawie cała zabudowa[53]
- 1797 – pożar Złoczowa[54]
- 24 maja 1800 – pożar Kielc, który strawił niemal wszystkie domy w centrum (zob. historia Kielc)
- 1800 – wielki pożar Sieradza
- 5 sierpnia 1804 – pożar Nidzicy[55]
- 1808 – wielki pożar Kutna, który zniszczył 180 domów[56]
- 1809 – wielki pożar Gostynina[57]
- 1811 – pożar Nowego Korczyna[18]
- 31 października 1813 – pożar gdańskiej Wyspy Spichrzów, w którym spłonęły 132 spichlerze (zob. kalendarium historii Gdańska)
- 1815 – wielki pożar Skawiny[58]
- 1817 – wielki pożar Murowanej Gośliny, który zniszczył większą część miasta[59]
- 27 maja 1819 – pożar Gniezna[31]
- 1820 – pożar Łańcuta (zob. historia Łańcuta)
- 23 sierpnia 1820 – pożar Buska-Zdroju, który trawi znaczną część miasta
- 23/24 marca 1822 – wielki pożar Mrągowa, który zniszczył ponad połowę zabudowań
- 12 czerwca 1822 – pożar Wodzisławia Śląskiego, który obrócił w popiół całe miasto
- 1834 – wielki pożar Ścinawy
- 1839 – pożar Rymanowa, w którym spłonęło niemal całe miasto
- 3 maja 1842 – pożar Bełchatowa, który strawił 45% zabudowań miasta (zob. kalendarium historii Bełchatowa)
- 18 lipca 1850[24] – 26 lipca 1850 – pożar Krakowa, w którym zginęło 6 osób
- 1855 – pożar Nowego Korczyna[18]
- 1857 – pożar Nowego Korczyna[18]
- 24 kwietnia 1858 – pożar Ząbkowic Śląskich – spłonął ratusz, kamienice na rynku, Krzywa Wieża i Sadlno[60]
- 1858 – pożar Dębicy, który zniszczył połowę zabudowy miasta
- 5/6 czerwca 1862 – wielki pożar Tarnobrzega – doszczętne zniszczenie miasta[61]
- 3 lipca 1863 – wielki pożar Nowego Wiśnicza
- 3 października 1874 – wielki pożar Gorlic
- 1875 – pożar Pułtuska
- 1876 – pożar Szydłowca, który strawił 85% zabudowy
- 24 maja 1880 – pożar Kielc, który strawił mieszkalną część miasta wokół rynku, razem ponad 270 budynków[24]
- 22 lipca 1880 – pożar Żelechowa, który strawił dużą część miasta
- 23 maja 1884 – największy pożar Nowej Rudy, w którym spłonęła duża część śródmieścia (41 domów)[62]
- 17 kwietnia 1886 – pożar Stryja, w którym były ofiary śmiertelne, zniszczonych zostało około 1000 domów i wszystkie obiekty użyteczności publicznej[63].
- lato 1888 – wielki pożar Tarnobrzega, prawie doszczętne zniszczenie miasta[61]
- 1892 – duży pożar Łosic
- 5 maja 1895 – pożar Wasilkowa, który strawił pół miasta
- 26 lipca 1899 – w pożarze Malborka spłonęło 17 kamienic podcieniowych w zachodniej pierzei rynku oraz 32 spichrza nad Nogatem, a także dach ratusza[64]
- 12 maja 1903 – wielki pożar w Bieczu (zob. kalendarium historii Biecza)
- 1903 – pożar Złoczowa

### II Rzeczpospolita
- 1921 – pożar Pińska, nowej stolicy województwa poleskiego; z powodu spalenia w znacznej części drewnianej zabudowy miasta siedzibę województwa przeniesiono do Brześcia nad Bugiem[65]
- 1921 – pożar Kłodawy
- 1921 – pożar zamku w Gniewie
- lato 1923 – pożar w Rawie Ruskiej[66]
- 1934 – wielki pożar Puńska
- 20 września 1923 – pożar w kopalni „Reden” w Dąbrowie Górniczej, zginęło 38 górników[65]
- 4 września 1925 – pożar w Centralnych Warsztatach Amunicji w Poznaniu – 5 ofiar śmiertelnych
- 19–20 maja 1937 – pożar fabryki alkoholi „Akwawit” w Poznaniu
- 6 czerwca 1939 – pożar Dworca Głównego w Warszawie[24]

### PRL
- 11 maja 1955 – pożar w kinie w Wielopolu Skrzyńskim – 58 ofiar śmiertelnych[24]
- 13 grudnia 1961 – pożar na MS „Maria Konopnicka” w Stoczni Gdańskiej – 22 ofiary śmiertelne[24]
- 26 czerwca 1971 – pożar w rafinerii w Czechowicach-Dziedzicach – 37 ofiar śmiertelnych[24]
- 9–12 marca 1972 – pożar w zakładach „Stomil” w Poznaniu – jedna ofiara śmiertelna, straty ponad 100 tys. PLZ
- 9 czerwca 1976 – pożar kościoła św. Elżbiety we Wrocławiu[67]
- 1 listopada 1980 – pożar w szpitalu psychiatrycznym w Górnej Grupie – 55 ofiar śmiertelnych[68]
- 9 grudnia 1980 – 10 stycznia 1981 – erupcja ropy w Karlinie[24]
- 27 kwietnia 1981 – pożar Kombinatu gastronomicznego „Kaskada” w Szczecinie – 14 ofiar śmiertelnych
- 10 marca 1984 –  nocny pożar w Ośrodku Wypoczynkowym Turystyki i Rekreacji „Wisła” w Modlinie; w pożarze śmierć poniosło osiem instruktorek ZHP biorących udział w szkoleniu zuchowym[69]
- maj 1989 – pożar kościoła św. Ducha w Toruniu[70]

### III Rzeczpospolita

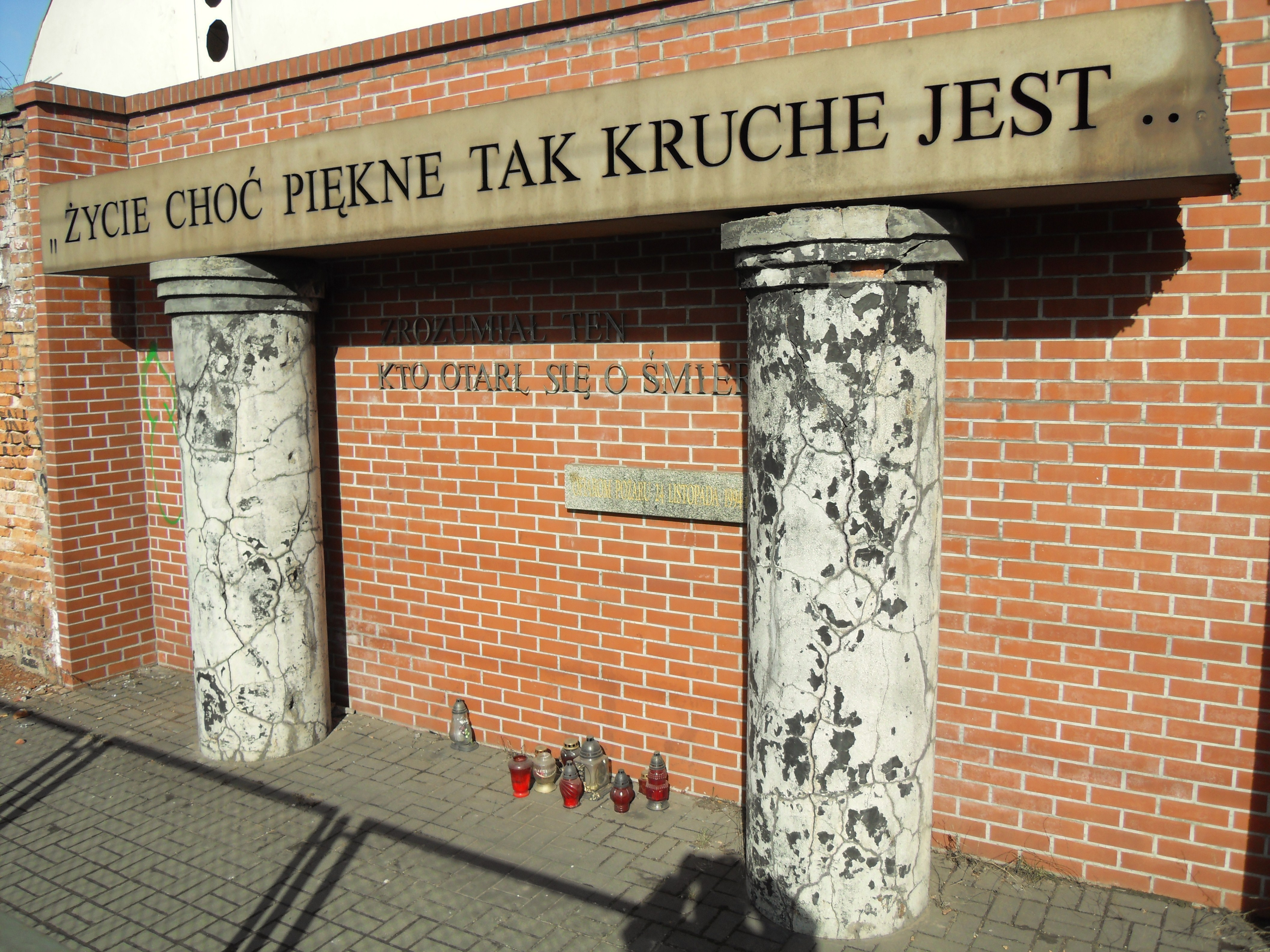
Pomnik pamięci ofiar pożaru hali w Stoczni Gdańskiej

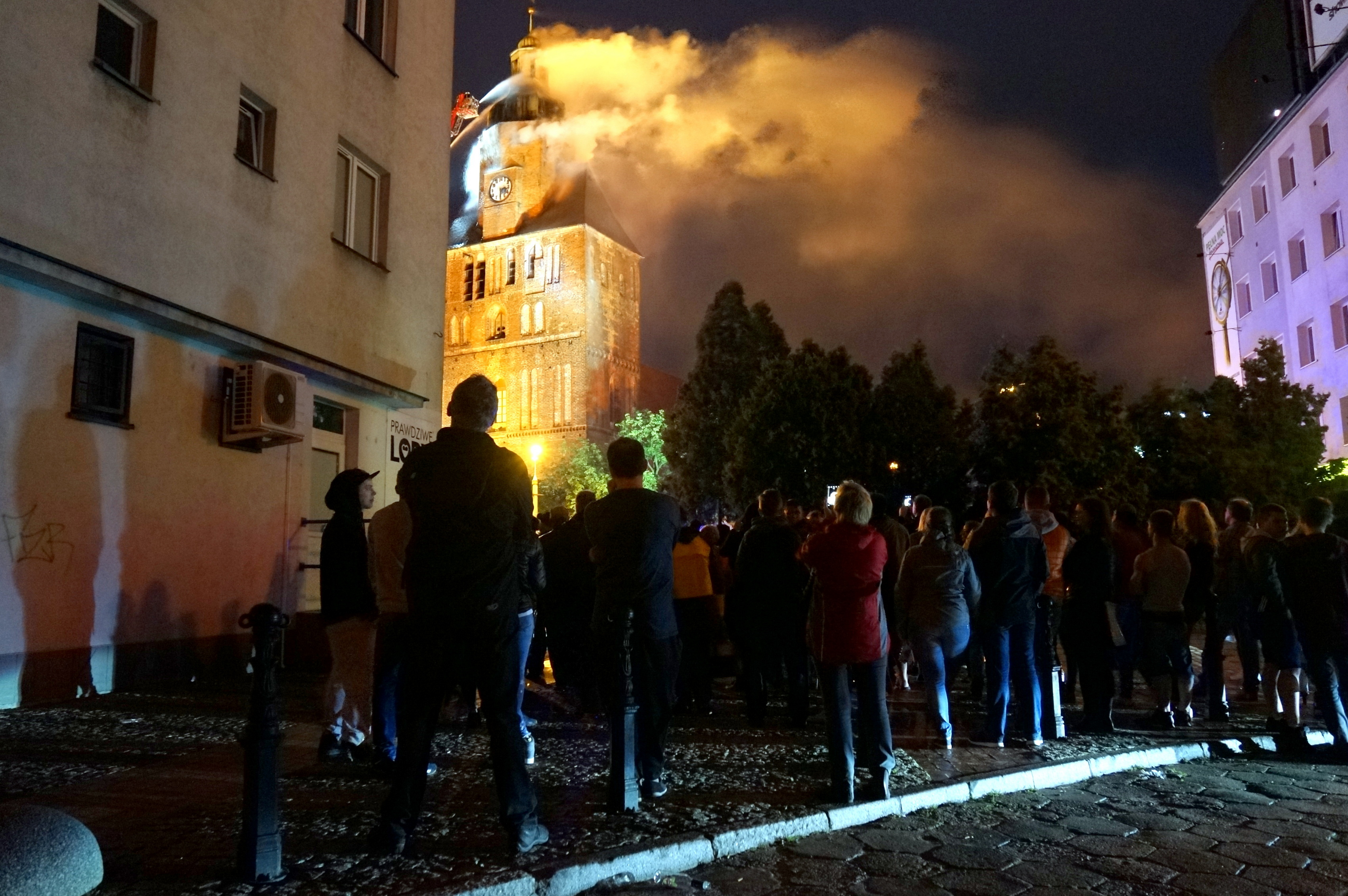
Pożar wieży gotyckiej katedry w Gorzowie Wielkopolskim (2017)

- 9–10 sierpnia 1992 – pożar lasu koło Żagania – Czerna 1992 – spłonęło ponad 30 km² lasu[71]
- 10–11 sierpnia 1992 – pożar Puszczy Noteckiej w rejonie miejscowości Miały – spłonęło 60 km² lasu[72]
- 26–30 sierpnia 1992 – pożar lasu koło Kuźni Raciborskiej – 3 ofiary śmiertelne, spłonęło 100 km² lasu (największy pożar lasu w powojennej historii Polski)[72]
- 24 listopada 1994 – pożar w hali Stoczni Gdańskiej – 7 ofiar śmiertelnych[72]
- 25/26 grudnia 2008 – pożar centrum handlowego M1 w Zabrzu – spłonęło około 11 tys. m² powierzchni handlowej[73]
- 13 kwietnia 2009 – pożar hotelu socjalnego w Kamieniu Pomorskim – 23 ofiary śmiertelne
- 22 sierpnia 2009 – pożar w Chińskim Centrum Handlowym w Wólce Kosowskiej – spłonęła hala o powierzchni 3000 m², bez ofiar[74]
- 8 listopada 2010 – pożar w na stacji Białystok – zderzenie dwóch pociągów towarowych wiozących produkty ropopochodne spowodowało zapłon chemikaliów – 3 osoby ranne, straty materialne wielkich rozmiarów w infrastrukturze kolejowej
- 17 czerwca 2011 – pożar kamienicy w Świętochłowicach – 5 ofiar śmiertelnych[75]
- 31 grudnia 2011 – pożar drewnianego domu w Białej Podlaskiej przy ul. Nowej – 8 ofiar śmiertelnych[76]
- 11 marca 2013 – pożar hali magazynowej o pow. ok. 4 tys. m², w której przechowywane były jaja, w Janikowie k. Poznania; pożar objął ok. 3/4 hali[77][78]
- 14 listopada 2013 – wybuch gazu i pożar kilkunastu budynków mieszkalnych w Jankowie Przygodzkim – 2 ofiary śmiertelne, 13 osób rannych (w tym kobieta i 2-latka w stanie krytycznym)[79]
- 31 sierpnia 2015 – pożar drewnianego kościoła św. Doroty w Łodzi – zabytkowy obiekt uległ niemal całkowitemu zniszczeniu[80]
- 13 stycznia 2016 – pożar domu w miejscowości Ryczywół (województwo wielkopolskie) – 5 ofiar śmiertelnych[81]
- 1–2 lipca 2017 – pożar wieży gotyckiej katedry w Gorzowie Wielkopolskim[82]
- 26 stycznia 2018 – wybuch gazu i pożar budynków mieszkalnych w Murowanej Goślinie
- 25 maja – 1 czerwca 2018 – pożar wysypiska odpadów firmy Green-Tec Solutions w Zgierzu – płonęło ok. 50 tys. ton sprasowanych tworzyw sztucznych na obszarze 4 ha, w akcji wzięło udział ponad 1000 strażaków, istniało zagrożenie wybuchu w sąsiadującym zakładzie chemicznym; przyczyną było podpalenie, jednak nie wykryto sprawcy[83]
- 26 grudnia 2018 – pożar budynku na Żeraniu w Warszawie – 6 ofiar śmiertelnych[84]
- 4 stycznia 2019 – pożar w sali zabaw (escape room) w Koszalinie – 5 ofiar śmiertelnych[85]
- 27 listopada 2019 – pożar fabryki mebli w Turku – ogniem została objęta hala o powierzchni 20 tys. m², w akcji gaśniczej brały udział 42 zastępy straży oraz oddział do zwalczania zagrożeń chemicznych – straty szacowane na ok. 300 mln PLN – przyczyna: zwarcie w wentylatorze[86]
- 4 grudnia 2019 – wybuch gazu i pożar w Szczyrku – podczas wykonywania przewiertu na kable energetyczne został uszkodzony rurociąg gazowy – 8 ofiar śmiertelnych (w tym czworo dzieci)[87] w pobliskim dwupiętrowym domu mieszkalnym[88]
- 19–26 kwietnia 2020 – pożar w Biebrzańskim Parku Narodowym – zniszczonych zostało ok. 53 km² cennych przyrodniczo obszarów – przyczyna: susza i wypalanie traw[89]
- 10–13 lutego 2022 – pożar w fabryce ceramiki sanitarnej Cersanit w Starachowicach – spłonęła część hali produkcyjnej o powierzchni 4 tys. m², w akcji brało udział 29 jednostek straży z 4 powiatów, straty szacowane na 80 mln PLN[90]
- 23 marca 2022 – pożar zakładu przetwórstwa odpadów w Broniewicach – spłonęły 3 hale z maszynami, budynek administracyjno-socjalny i składowisko odpadów o powierzchni 1200 m²; w akcji brało udział 50 jednostek straży, 1 strażak został lekko ranny[91]
- 26 kwietnia 2022 – pożar magazynu chemikaliów poprodukcyjnych w Goleniowie – spłonęło ok. 200 Mg łatwopalnych odpadów i 1200 m² powierzchni hali magazynowej; na czas gaszenia pożaru wstrzymano ruch pociągów na linii kolejowej Szczecin – Świnoujście znajdującej się 20 m od obiektu; w czasie pożaru dochodziło do wybuchów beczek z rozpuszczalnikami, co bardzo utrudniało akcję gaśniczą[92]
- 30 maja – 1 czerwca 2022 – pożar w zakładzie przetwarzania odpadów w Promniku – spłonęła hala magazynowa o powierzchni 8 tys. m² z tworzywami sztucznymi będącymi surowcem dla paliw alternatywnych; wystąpiło bardzo duże zadymienie[93][94]
- 22–23 lipca 2023 – pożar hali magazynowej w zielonogórskim Przylepie, w której było składowanych ok. 5 tys. m³ toksycznych odpadów; w gaszeniu pożaru brało udział ok. 200 strażaków, 100 żołnierzy WOT, żołnierze z Centralnego Ośrodka Analizy Skażeń[95] oraz użyto dwóch samolotów gaśniczych; wstrzymano ruch pociągów na przebiegającej obok linii kolejowej Wrocław – Szczecin; podczas pożaru dochodziło do niekontrolowanych wybuchów, do atmosfery zostało uwolnionych wiele toksycznych substancji[96][97][98]
- 27 lipca 2023 – pożar hali w Luboniu przy ul. Przemysłowej – spłonęła hala o powierzchni ok. 1500 m², w której produkowano półfabrykaty dla cukiernictwa i piekarnictwa; w akcji brało udział ok. 100 strażaków; zdarzenie zapoczątkował pożar wózka widłowego[99][100][101]
- 8–10 sierpnia 2023 – pożar hali produkcyjno-magazynowej w Sulejówku przy ul. Poziomkowej, w której wyrabiano wyroby skórzane; pożar rozpoczął się w magazynie o powierzchni ok. 1000 m² na poddaszu; w akcji gaśniczej wzięło udział ok. 400 strażaków[102][103][104]
- 20/21 sierpnia 2023 – pożar hali firmy produkującej opony w Dębicy – spłonęła hala o powierzchni ok. 3 tys. m² z kilkunastoma prasami do produkcji opon; w akcji wzięło udział 140 strażaków z 6 powiatów, ewakuowano ponad 200 pracowników; straty szacowane są na kilka milionów złotych[105][106]
- 2 września 2023 – pożar hali targowej w Wólce Kosowskiej – spłonęło ok. 6 tys. m² (z całkowitej powierzchni 30 tys. m²) hali targowej wypełnionej tekstyliami, obuwiem i podobnymi towarami[107][108]
- 25 września 2023 – pożar hali produkcyjnej w Cmolesie – spłonęła hala o powierzchni ok. 1200 m², w której przetwarzano tworzywa sztuczne; 8 osób zostało ewakuowanych, z pożarem walczyło ponad 100 strażaków z okolicznych powiatów[109][110]
- 3 października 2023 – pożar przy ul. Gdyńskiej w Stargardzie – spłonęła hala produkcyjna o pow. 2000 m² należąca do producenta materiałów ochrony przeciwpożarowej[111][112]
- 3 marca 2024 – pożar zakładu meblarskiego w Kaninie – spłonęły 4 hale o powierzchni ok. 4,5 tys. m², w gaszeniu pożaru wzięło udział ponad 100 strażaków, konieczne było doprowadzenie wody z okolicznych cieków, co spowodowało nieprzejezdność niektórych dróg, ponadto wystąpiło bardzo duże zadymienie; zakład spłonął doszczętnie[113][114]
- 12 kwietnia 2024 – pożar budynku Akademii im. Jakuba z Paradyża w Gorzowie Wielkopolskim przy ul. Teatralnej – spłonął dach o powierzchni ok. 1,5 tys. m², znajdujące się pod nim trzecie piętro i sąsiedni budynek; na czas akcji gaśniczej wstrzymano ruch pociągów na położonej nieopodal linii kolejowej[115][116][117]; przyczyną pożaru było niezgodne z dokumentacją prowadzenie prac remontowo-budowlanych[118] – zamiast mocować papę podkładową do deskowania gwoździami użyto palnika z otwartym ogniem; straty oszacowano na 18 mln PLN[119]
- 10 maja 2024 – pożar składowiska odpadów przy ul. Wyzwolenia w Siemianowicach Śląskich – pożarem zostało objętych ok. 5,5 tys. m² składowiska; podczas pożaru dochodziło do wybuchów beczek i zbiorników z chemikaliami; do okolicznych mieszkańców skierowano alert RCB zalecający pozostanie w domach i nieotwieranie okien; podczas akcji gaszenia obrażenia odniosło dwóch strażaków[120][121][122]
- 12 maja 2024 – pożar hali targowej o powierzchni 63 tys. m² przy ul. Marywilskiej w Warszawie – ogień pojawił się nocą, Straż Pożarna została powiadomiona przez automatyczną czujkę, jednak pożar rozprzestrzeniał się błyskawicznie – po 11 minutach płonęło już 2/3 hali, dodatkowo nie zadziałały niektóre zabezpieczenia przeciwpożarowe, hala spłonęła doszczętnie[123][124][125]; 11 maja 2025 ministerstwa sprawiedliwości i spraw wewnętrznych wydały oświadczenie, że pożar był efektem podpalenia dokonanego na zlecenie rosyjskich służb specjalnych[126][127]
- 1 lipca 2024 – pożar zakładu recyklingu i utylizacji odpadów w Woli Łaskiej; pożarem został objęty obszar ok. 4 tys. m² składowiska, głównie tworzyw sztucznych; w czasie trwania akcji gaśniczej, w której brało udział 170 strażaków, dochodziło do wybuchów pojemników po aerozolach; w wyniku pożaru poszkodowanych zostało 11 osób, 1 osoba zmarła[128][129][130]
- 10–12 lipca 2024 – pożar marketu budowlanego w Krośnie; spłonęła hala magazynowa, w której przechowywane były produkty drewniane, farby, kleje itp.; w akcji  brało udział ok. 350 strażaków, specjalna jednostka wyposażona w urządzenia do cięcia betonu, robot pożarniczy; wybudowano dwie magistrale do czerpania wody z Lubatówki, co spowodowało utrudnienia komunikacyjne w mieście, ponadto z powodu akcji nastąpiły przerwy w dostawach wody w Krośnie i okolicach[131][132][133][134][135]
- 13 lipca 2024 – pożar w zakładzie przetwórstwa spożywczego Aksam w Malcu – ogień pojawił się w hali pieców po zatrzymaniu partii towaru w piecu wskutek zaniku zasilania, następnie objął całą halę i halę sąsiednią, doszło także do zapłonu silosu z mąką[136]; w akcji brało udział ponad 200 strażaków a także dron i robot gaśniczy[137][138]; przyczyną pożaru było zwarcie w instalacji elektrycznej spowodowane wyładowaniem atmosferycznym[139]
- 14/15 lipca 2024 – pożar hali magazynowej przy ul. Oliwskiej w Gdańsku – ogień pojawił się w magazynie, gdzie przechowywany był olej silnikowy (ponad 200 palet) i zabawki, a następnie pożarem została objęta hala o powierzchni ok. 6,5 tys. m², w której składowane były tekstylia głównie z tworzyw sztucznych; wystąpiło bardzo duże zadymienie; w akcji, oprócz ok. 100 strażaków z jednostek lądowych i robota, wzięły udział 3 statki pożarnicze; udało się ocalić część biurową obiektu i sąsiednie budynki, jednak w wyniku akcji została zanieczyszczona woda i wydano zakaz korzystania z kilku plaż w Gdańsku i Sopocie[140][141][142][143][144]
- 24/25 sierpnia 2024 – pożar kamienicy przy ul. Kraszewskiego w Poznaniu – ogień pojawił się w piwnicy, gdzie mieścił się magazyn firmy serwisującej baterie – było tam ponad 3 Mg akumulatorów litowo-jonowych[145]; w trakcie akcji gaśniczej nastąpiły tam dwa wybuchy, w efekcie których dwóch strażaków zginęło, a 14 osób (w tym 11 strażaków) zostało rannych; budynek został zniszczony w stopniu uniemożliwiającym dalsze użytkowanie[146][147][148][149] i został całkowicie rozebrany; dochodzenie po pożarze wykazało, że było to zdarzenie „precedensowe” – pożar znacznej ilości ogniw w trudnej przestrzeni, a jego analiza ma dać odpowiedź na pytanie jak gasić tego rodzaju pożary, a przede wszystkim jak im zapobiegać[150]
- 24 września 2024 – pożar hali magazynowej przy ul. Witosa w Kielcach – ogień objął magazyn farb i lakierów o powierzchni 2000 m²; w wyniku pożaru zawalił się dach budowli, natomiast ocalono sąsiadujące budynki; w akcji gaśniczej brało udział ok. 80 strażaków, konieczne też było sprowadzenie cystern z wodą z sąsiednich powiatów[151][152]
- 29 września 2024 – pożar Zakładu Usług Komunalnych HAK przy ul. Żelaznej w Piotrkowie Trybunalskim – płonęło składowisko odpadów o pow. ok. 5 tys. m², w tym hale segregacji odpadów; pożar opanowano, jednak dogaszanie i przelewanie pogorzeliska trwało kilka dni z powodu pojawiających się zarzewi ognia[153][154][155]
- 13 października 2024 – pożar rozlewni środków smarnych Tedex w miejscowości Cygan koło Tomaszowa Mazowieckiego – spłonęły hala rozlewni i magazynowa oraz składowisko o powierzchni ok. 10 tys. m²; w halach i na składowisku znajdowały się zbiorniki, tzw. „mauzery”, z substancjami ropopochodnymi i zawierającymi alkohole; podczas pożaru dochodziło do wybuchów i groziło rozprzestrzenienie się ognia na pobliskie Lasy Spalskie, czemu jednak udało się zapobiec; na czas akcji zamknięto pobliską drogę krajową nr 42[156][157][158]
- 13 października 2024 – pożar trzech nieużytkowanych hal przy ul. Kościuszki w Sulechowie – płonęły materiały pozostałe po fabryce mebli; z powodu bardzo dużego zadymienia i możliwości rozprzestrzenienia się ognia z pobliskich bloków ewakuowano 93 osoby[159][160][161]
- 17 grudnia 2024 – pożar hali poprodukcyjnej w Pełkiniach – obiekt o pow. ok. 1100 m² gasiło około stu strażaków z powiatów jarosławskiego, przemyskiego, przeworskiego, łańcuckiego, stalowowolskiego, leżajskiego i sanockiego; akcję utrudniał wyjątkowo silny wiatr[162][163]
- 4 stycznia 2025 – pożar hali produkcyjnej fabryki mebli w miejscowości Blok Dobryszyce – pożar rozpoczął się od przegrzania i zapłonu oleju w kompresorze; obecnym na miejscu pracownikom nie udało się go opanować za pomocą gaśnic, następnie pożar rozprzestrzenił się na halę o pow. ok. 1200 m², głównie na trudno dostępne miejsca między poddaszem a dachem; nikt nie ucierpiał, ale straty szacowane są na ponad 10 mln PLN[164][165][166]
- 5 stycznia 2025 – pożar w zakładzie produkującym opakowania kartonowe przy ul. Petersona w Bydgoszczy – ogniem został objęty fragment hali magazynowej o wielkości 2 tys. m², lecz nie przekroczył granicy stref oddzielenia pożarowego i nie objął całej budowli o pow. 8 tys. m²; spaliła się tektura i papier, w akcji brało udział ok. 200 strażaków, z których 2 zostało lekko rannych[167][168]; przyczyną pożaru była awaria elementu systemu ogrzewania[169]
- 5 lutego 2025 – pożar zabytkowej hali dawnych Zakładów Naprawczych Taboru Kolejowego w Gdańsku – pożar objął ok. 65% hali o całkowitej powierzchni 25 tys. m², w której było przechowywanych ok. 1300 rowerów ze wspomaganiem elektrycznym, 1000 akumulatorów do nich, standardowe jednoślady oraz mieściło się tam kilka firm usługowych; w akcji brało udział ponad 300 strażaków, doprowadzono wodę z Martwej Wisły; jedna osoba została ranna[170][171][172]; straty oszacowano wstępnie na 13 mln PLN[173]; przyczyna pożaru okazała się zaskakująca – była to eksplozja w nielegalnej wytwórni narkotyków; w związku z tym zatrzymano 3 osoby[174]
- 8 lutego 2025 – pożar fabryki produkującej wyroby z włókien szklanych, metali i wełny stalowej w Górzykowie koło Cigacic – zapalił się zbiornik z olejem opałowym o pojemności ponad 6 tys. litrów, następnie pożar przeniósł się na halę produkcyjną o pow. 5 tys. m²; jedna osoba została ranna[175][176]
- 19 lutego 2025 – pożar hali dawnych zakładów mięsnych w Janikowie k. Kozienic – ogień objął dach o pow. 7,5 tys. m², w akcji wziął udział specjalny pluton strażaków „pożar fabryka” zapewniający zabezpieczenie w wodę; na czas akcji pobliska droga krajowa nr 48 została zablokowana; łuna pożaru była widoczna z wielu kilometrów[177][178]
- 28 lutego / 1 marca 2025 – pożar hotelu i przylegających do niego dwóch warsztatów samochodowych oraz lokalu gastronomicznego przy Al. Legionów w Łomży; pożarem objęty był obszar o pow. ok. 2 tys. m², ewakuowano 25 osób, nie było poszkodowanych, jednak straty szacowane są na wiele milionów PLN[179][180]
- 1 kwietnia 2025 – pożar lakierni karoserii i piekarni w Górkach Wielkich; ogień objął powierzchnię ok. 1200 m² w kompleksie budynków mieszkalnych i usługowych; w akcji brało udział ponad stu strażaków, jeden strażak został lekko ranny; spłonęły m.in. dwa samochody dostawcze[181][182][183]
- 13 kwietnia 2025 – pożar trzykondygnacyjnego budynku z mieszkaniami na wynajem przy ul. Lubomskiej w Pszowie – 5 ofiar śmiertelnych, a 1 osoba cywilna i 2 policjantów zostało lekko rannych; pożar rozpoczął się od zapłonu oleju podczas smażenia, który próbowano gasić wodą, a dodatkowym czynnikiem sprzyjającym rozprzestrzenianiu się ognia było obłożenie domu boazerią[184][185]; w akcji brało udział 120 strażaków[186][187][188]
- 20 kwietnia 2025 – początek pożaru w Biebrzańskim Parku Narodowym; płoną trzcinowiska i łąki o powierzchni ok. 4,5 km²; powołano sztab kryzysowy w składzie którego są przedstawiciele wojska, policji i Lasów Państwowych; w akcji wzięło udział ok. 500 osób, a ze względu na dużą liczbę jednostek latających (5 śmigłowców, drony, samolot) także koordynator operacji lotniczych z PAŻP[189][190]; pożar objął turzycowiska i trzcinowiska oraz niewielkie fragmenty lasu bagiennego, spaleniu uległy głównie zbiorowiska szuwarów turzycowych[191]; pożar ugaszono po 11 dniach[192]
- 9 maja 2025 – pożar drukarni Pozkal przy ul. Cegielnej w Inowrocławiu; ogień objął 2 budynki o łącznej powierzchni ok. 2 tys. m², z czego jeden uległ znacznemu zniszczeniu; ewakuowano 45 pracowników nocnej zmiany i prewencyjnie ok. 50 mieszkańców sąsiedniej kamienicy[193][194]
- 10 maja 2025 – pożar hali magazynowej o pow. ponad 8 tys. m² zakładów mięsnych Cerdob Foods przy ul. Baczyńskiego w Sosnowcu[195]; pożar wybuchł w miejscu składowania opakowań tekturowych, w akcji brało udział ponad 150 strażaków, nikt nie ucierpiał[196][197]
- 14 maja 2025 – pożar hali magazynowo-produkcyjnej z materiałami budowlanymi o pow. 3 tys. m² przy ul. Poznańskiej w Kobylnicy[198][199], akcja gaśnicza była utrudniona przez znajdujące się wewnątrz butle z gazem i zbiorniki z paliwem[200]
- 24 maja 2025 – pożar dwóch hal magazynowych w Kawęczynie; spłonęło ok. 10 tys. m² powierzchni magazynowej, na której składowane były tworzywa sztuczne; w akcji brało udział ok. 160 strażaków, a na czas jej trwania zamknięto pobliską drogę nr 734[201][202][203]
- 25 czerwca 2025 – pożar hali produkcyjnej o pow. 1800 m² przy ul. Kopalnianej w Polkowicach; pożar objął halę, w której znajdowały się wózki widłowe oraz składowane były żywice i utwardzacze, a także częściowo halę sąsiednią; do gaszenia skierowana została m.in. chemiczna jednostka straży pożarnej[204][205][206]
- 3 lipca 2025 – pożar dużego bloku mieszkalnego przy ul. Powstańców w Ząbkach; pożar objął cały dach budynku oraz mieszkania na 4. kondygnacji, zniszczonych zostało ponad 200 mieszkań – zostało nadpalonych lub zalanych; ewakuowano około 500 mieszkańców, kilka osób zostało lekko poszkodowanych; w akcji brało udział ok. 300 strażaków[207][208][209][210]
- 6 lipca 2025 – pożar hal magazynowych przy ul. Stelmacha w Kędzierzynie-Koźlu; pożar rozpoczął się w namiotowej hali, w której składowane były m.in. hulajnogi elektryczne i inny sprzęt sportowy, a następnie rozprzestrzenił się na sąsiednią halę – magazyn hurtowni elektronarzędzi; łącznie pożar objął 1800 m² powierzchni; w gaszeniu ognia wzięło udział 250 strażaków, z których dwóch zostało lekko rannych[211][212]
- 6/7 lipca 2025 – pożar odpadów drewnianych w Czempiszu koło Kalisza – pożarem objęta była hałda zrzyn i trocin o pow. około 30 tys. m² na terenie zakładów obróbki drewna; problemem przy gaszeniu było dostarczenie dużej ilości wody, więc wybudowano dwukilometrową magistralę wodną do oddalonego o 2 km stawu[213][214][215]
- 13 lipca 2025 – pożar hali produkcyjnej w Mińsku Mazowieckim; w hali firmy Folpak o pow. ok. 4 tys. m² znajdowały się półprodukty do produkcji folii i meble[216], pobliska rzeka Srebrna musiała zostać zabezpieczona przed toksycznymi substancjami[217][218]; w akcji brało udział 280 strażaków, straty szacowane są na ok. 50 mln PLN[219]
- 23 lipca 2025 – pożar hali produkcyjnej w budowie w Goli w pow. kępińskim; spłonął obiekt o pow. ok. 4 tys m², ewakuowano 8 osób, 1 osoba została ranna; na czas akcji gaśniczej zamknięto drogę nr 482[220][221][222]
- 12 sierpnia 2025 – pożar w zakładzie przetwarzania odpadów ul. Krzyżanowickiej w Bochni – pożarem objęta była hala sortowni odpadów o pow. 1900 m² i pobliskie składowisko opon; wystąpiło bardzo duże zadymienie, w akcji brało udział ok. 100 strażaków i Specjalistyczna Grupa Ratownictwa Chemicznego, która monitorowała jakość powietrza[223][224][225]
- 13 sierpnia 2025 – pożar hali magazynowej zakładu przetwórstwa drobiu w Kawlach; pożar rozpoczął się w akumulatorowni i przeniósł się na halę-chłodnię; spaleniu uległo ok. 3 tys. m² hali, w tym ok. 2 ton amoniaku; w akcji brało udział 300 strażaków, użyto ciężkiego sprzętu burzącego i zamknięto drogę nr 211; podczas akcji zaginął jeden strażak[226][227][228][229]